# Tranovaho
Tranovaho är en ort i Madagaskar.   Den ligger i regionen Androyregionen, i den södra delen av landet, 800 km söder om huvudstaden Antananarivo. Tranovaho ligger 189 meter över havet och antalet invånare är 13 000.
Terrängen runt Tranovaho är huvudsakligen platt. Tranovaho ligger uppe på en höjd. Runt Tranovaho är det glesbefolkat, med 8 invånare per kvadratkilometer. Närmaste större samhälle är Beloha, 17,0 km nordost om Tranovaho. Omgivningarna runt Tranovaho är huvudsakligen savann.